# وست‌میر (نیویورک)
وست‌میر (به انگلیسی: Westmere) یک منطقهٔ مسکونی در ایالات متحده آمریکا است که در نیویورک واقع شده‌است. وست‌میر ۷٬۲۸۴ نفر جمعیت دارد.